# Эне-ле-Шато
Эне́-ле-Шато́ (фр. Ainay-le-Château) — коммуна во Франции, находится в регионе Овернь. Департамент коммуны — Алье. Входит в состав кантона Серийи. Округ коммуны — Монлюсон.
Код INSEE коммуны — 03003.

## Население
Население коммуны на 2008 год составляло 1092 человека.
| 1962 | 1968 | 1975 | 1982 | 1990 | 1999 | 2008 |
| ---- | ---- | ---- | ---- | ---- | ---- | ---- |
| 1594 | 1613 | 1552 | 1544 | 1458 | 1163 | 1092 |

## Экономика
По состоянию на февраль 2010 года в Эне-ле-Шато было зарегистрировано 76 компаний. Большинство из них занимаются кустарным производством, торговлей и коммунальными услугами. В Эне-ле-Шато доступны отделения банков Banque postale, Banque populaire и Crédit Agricole Centre France.
В 2007 году среди 618 человек в трудоспособном возрасте (15—64 лет) 426 были экономически активными, 192 — неактивными (показатель активности — 68,9 %, в 1999 году было 60,6 %). Из 426 активных работали 374 человека (200 мужчин и 174 женщины), безработных было 52 (25 мужчин и 27 женщин). Среди 192 неактивных 32 человека были учениками или студентами, 85 — пенсионерами, 75 были неактивными по другим причинам.

## Достопримечательности
- Церковь Сент-Этьен (XIII век)
- Часовня Сен-Рош
- Фортификационные сооружения, в том числе ворота и стена с башнями

## Уроженцы
- Андре Львов (1902—1994) — французский микробиолог, лауреат Нобелевской премии по физиологии и медицине 1965 года.

## Фотогалерея
- Эне-ле-Шато
- Мэрия
- Фортификационные сооружения
- Церковь Сент-Этьен
- Часовня Сен-Рош